# 神学政治论
《神学政治论》是17世纪荷兰哲学家斯宾诺莎主要著作之一。在书中，斯宾诺莎以理性主义和历史批判的视角审视和批判了传统的《圣经》诠释方法，在历史上第一次提出研究《圣经》的作者是谁，他们是在什么条件下写的，以及为何而作等等。书中还提倡天赋人权学说，社会契约说，信仰自由和言论自由等。